# 아치 톰프슨
아치볼드 제럴드 "아치" 톰프슨(영어: Archibald Gerald "Archie" Thompson, 1978년 10월 23일, 뉴질랜드 오토로항아 ~ )는 멜버른 빅토리의 앰배서더로 활동 중인 뉴질랜드 출생 호주의 전직 축구 선수로 현역 시절 포지션은 공격수였으며 국제 A매치 한 경기 개인 최다 득점 기록 보유자이다.

## 선수 시절

### 클럽
1995년 배서스트 75에서 데뷔한 이후 2020년 은퇴할 때까지 25년동안 프로 선수로 활약했고 특히 벨기에 프로 리그의 리르서 SK 소속으로 2001-02 시즌부터 2004-05 시즌까지 공식전 99경기 32골을 터뜨리며 2001-02 시즌 벨기에 컵 8강, 2004-05 시즌 벨기에 컵 4강 진출 등에 기여한 후 2005-06 시즌부터 2015-16 시즌까지 10년동안 멜버른 빅토리 소속으로 공식전 262경기 97골을 터뜨리며 A리그 3회 우승(2006-07, 2008-09, 2014-15), 2009-10 시즌 A리그 준우승, 2012-13 시즌 A리그 3위, 2013-14 시즌 A리그 4위, 2015년 오스트레일리아 컵 우승에 기여했으며 2016년 AFC 챔피언스리그에서도 8경기에 출전하며 멜버른 빅토리의 사상 첫 ACL 16강 진출을 이끌었다.
그리고 2005-06 시즌 A리그 공동 득점왕(8골), 2007년 조 마스턴 메달 수상, PFA 선정 A리그 올해의 팀 4회 수상, PFA 선정 10년간의 올해의 팀 수상(2005~2015) 등의 영예까지 안으며 멜버른 빅토리의 에이스로 활약했다.

### 국가대표팀
2001년 2월 28일 콜롬비아와의 친선 경기에서 호주 A대표팀 소속으로 국제 A매치 데뷔전을 치른 후 2개월 후인 4월 9일 홈에서 열린 통가와의 2002년 FIFA 월드컵 오세아니아 지역 1차 예선 1조 1차전에서 A매치 데뷔골을 터뜨리며 팀의 22-0 대승에 일조했다.
그리고 이틀 뒤에 열린 아메리칸사모아와의 2차전에서 무려 13골이라는 A매치 1경기 최다 득점 신기록을 세우며 31-0이라는 세계 축구 역사상 A매치 최다 점수차 승리를 이끌었으며 이 기록은 현재까지도 깨지지 않고 있다.
그로부터 닷새 후에 열린 사모아와의 4차전에서도 멀티골을 터뜨리는 등 무려 16골로 오세아니아 지역 예선 최다 득점자에 이름을 올리며 팀을 최종 예선에 진출시켰고 이후 팀은 뉴질랜드와의 최종 예선에서 1·2차전 합계 6-1 대승을 거두며 대륙간 플레이오프에 진출했지만 대륙간 플레이오프에서 우루과이에 1·2차전 합계 1-3으로 패하며 28년만의 월드컵 본선행이 좌절되었다.
그 뒤 솔로몬 제도와의 2004년 OFC 네이션스컵 결승 겸 2006년 FIFA 월드컵 오세아니아 지역 2차 예선에서 팀의 4번째 득점을 기록하며 1·2차전 합계 11-1 대승과 함께 통산 4번째 OFC 네이션스컵 우승 및 오세아니아 지역 예선 플레이오프 진출에 일조했다.
그 후 팀은 오세아니아 지역 예선 플레이오프에서도 솔로몬 제도를 상대로 1·2차전 합계 9-1 대승을 거두며 2회 연속 대륙간 플레이오프 진출에 성공했고 2002년 월드컵 대륙간 플레이오프에서 탈락의 아픔을 안긴 우루과이를 2회 연속으로 상대하여 1-1로 비긴 뒤 승부차기에서 4-2 승리를 거두며 4년 전 대륙간 플레이오프에서의 패배를 설욕함과 동시에 1974년 이후 32년만의 통산 2번째 월드컵 본선 진출의 쾌거를 이뤄냈다.
이후 2006년 FIFA 월드컵을 통해 국가대표팀 데뷔 이후 처음으로 월드컵 본선 엔트리에 이름을 올렸고 비록 본선 4경기동안 단 1분도 뛰지 못했지만 호주 축구 역사상 첫 월드컵 16강 진출이라는 새로운 역사를 함께 경험했고 그 후 2013년 EAFF 동아시안컵 2라운드에서 북한과 괌을 상대로 4골을 터뜨려 북한의 리명준과 함께 2라운드 공동 최다 득점자 자리에 오르며 팀을 결승 리그로 이끄는 등 2013년까지 A매치 통산 54경기 28골을 터뜨린 후 국가대표팀 유니폼을 반납했다.

## 대회 성적

### 클럽
배서스트 75
- 웨스턴 프리미어리그 : 우승 (2005-06)

 리르서 SK
- 벨기에 컵 : 4강 (2004-05)

멜버른 빅토리
- A리그 : 우승 (2006-07, 2008-09, 2014-15), 준우승 (2009-10), 3위 (2012-13), 4위 (2013-14)
- 오스트레일리아 컵 : 우승 (2015)

### 국가대표팀
호주
- OFC 네이션스컵 : 우승 (2004)

### 개인 수상
- A리그 득점상 : 2005-06
- 조 마스턴 메달 : 2007
- 빅토리 메달 : 2007-08, 2009-10
- PFA 선정 A리그 올해의 팀 : 2008-09, 2009-10, 2011-12, 2012-13
- PFA 선정 A리그 10년간의 팀 : 2005~2015